# Sport à Mulhouse
Cet article détaille le sport à Mulhouse (Haut-Rhin, France).
Depuis 2021, Mulhouse est labélisée « Ville active et sportive », label qui récompense et valorise les villes qui mettent en place des initiatives et politiques en faveur de l’activité physique et sportive pour tous et tout au long de la vie,.

Mulhouse est aussi dotée d'un centre sportif labellisé « grand INSEP », le Centre Sportif Régional Alsace (CSRA). Le label « grand INSEP » atteste la qualité de centres de formation et d'entraînement de haut niveau. 

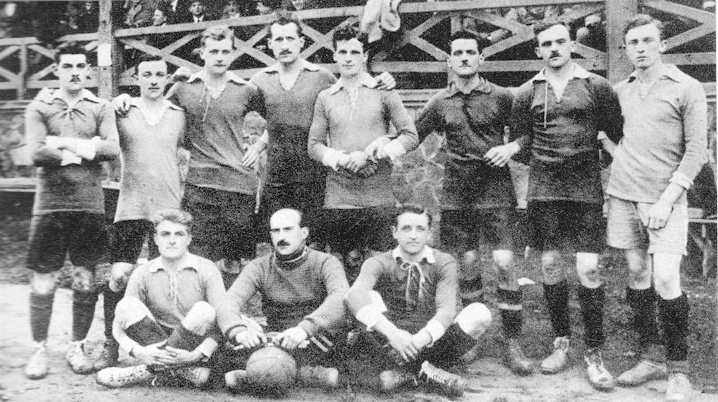
L'équipe du FC Mulhouse en 1919.

## Clubs de sport dans l'élite
- Badminton:
  - Red Star Mulhouse Badminton: Champions de France (Thom Gicquel, Arnaud Merklé, Margot Lambert)
- Hockey sur glace : 
  - Homme: Scorpions de Mulhouse (Association pour le développement du hockey mulhousien) (Ligue Magnus)
- Volley-ball : 
  - Femme: Volley Mulhouse Alsace (ASPTT Mulhouse) (Ligue A Féminine)
    - Champion de France (2017 et 2021)
    - Finaliste (1998, 1999, 2007, 2008, 2009, 2010, 2011, 2012 et 2022)
- Waterpolo :
  - Femme : Mulhouse Water-polo (Élite Féminine / Pro A)

## Clubs de sport
Actifs
- Athlétisme:
  - Entente Grand Mulhouse Athlé (EGMA) : 
    - ASPTT Mulhouse Athlétisme (ASPTTM)
    - FCM 1893 section athlé (FCM)
    - Club Grand Fond de Mulhouse (CGFM)
    - Hors ville de Mulhouse : AC Illzach-Kingersheim (ACIK)
- Badminton:
  - Red Star Mulhouse Badminton:
    - Homme: 
      - Thom Gicquel (Champion de France en double hommes 2020, Champion de France en double mixte 2018, 2019 et 2020, bronze aux Championnats d'Europe par équipes 2018)
      - Arnaud Merklé (Champion de France simple hommes 2021, Vice-champion simple hommes de France 2020; bronze aux Championnats d'Europe par équipes 2020)

    - Femme: 
      - Margot Lambert (Championne de France 2020 en double dames, bronze aux Championnats d'Europe par équipes 2020)
- Basket-ball : 
  - Homme : 
    - Mulhouse Basket Agglomération (MBA) (Nationale 1)
    - Mulhouse Pfastatt Basket Association - II (Nationale 3 et pré-régionale) - basé à Pfastatt

  - Femme : Panthères Mulhouse Basket Alsace (Nationale 2 et pré-nationale)
- Football : 
  - Homme : 
    - Football Club de Mulhouse (Régional 1)
    - Mouloudia Mulhouse (Régional 2)
    - Mulhouse Foot Réunis (fusion du Réal ASPTT Mulhouse Football et de l'AS Red Star Mulhouse Football (AS Mulhouse et Red Star Mulhouse))[3] (Régional 3)
    - CS Mulhouse Bourtzwiller (District 1 Alsace)
    - US Azzurri Mulhouse (District 1 Alsace)
    - F.C. Anatolie Mulhouse (District 2 Alsace)
    - R.C. Mulhouse (District 2 Alsace)

  - Femme : 
    - US Azzurri Mulhouse (Régional 1)
    - Football Club de Mulhouse (Régional 1)
    - Victoria Mulhouse International (équipes jeunes)
- Handball : 
  - Homme : 
    - ASPTT Mulhouse/Rixheim Handball (issu du Mulhouse Handball Sud Alsace) (Nationale 1 et Excellence Régionale) - basé à Rixheim
    - Lynx Mulhouse Handball (issu du FC Mulhouse Handball) (Nationale 3)
    - Association Sportive des Coteaux - Handball (ASCO - Handball) (Excellence Régionale)

  - Femme: Entente Mulhouse/Kingersheim (Nationale 3) (rapprochement de l'Entente Mulhousienne Handball et du Handball Club de Kingersheim (HBCK))
- Hockey sur glace : 
  - Homme: Scorpions de Mulhouse (Association pour le développement du hockey mulhousien) (Ligue Magnus)
- Natation : Mulhouse Olympic Natation
- Squash : Mulhouse Squash Club
- Tennis: 
  - ASPTT Mulhouse Tennis
  - FC Mulhouse Tennis
  - SREG Tennis (section civil/ouvert à tous)
  - Tennis Club Illberg Mulhouse (TCI)
- Tennis de table : 
  - Mulhouse Tennis de Table (Nationale 2, masculin et féminin)
  - FC Mulhouse Tennis de table
- Tir à l'arc: 
  - Compagnie des Archers du Bollwerk (CAB)
  - Société de Tir à l’Arc Mulhouse (STAM)
- Volley-ball : 
  - Homme: U.S. Mulhouse Volley-ball (Nationale 2 et pré-nationale)
  - Femme: ASPTT Mulhouse (Ligue A Féminine) et son équipe amateur ASPTT MULHOUSE 2 CFC (Nationale 2)
- Waterpolo :
  - Homme : Mulhouse Water-polo (Nationale 1)
  - Femme : Mulhouse Water-polo (Élite Féminine / Pro A)

Disparus
- Basket-ball : Cercle athlétique mulhousien (disparu) • Foyer Alsacien Mulhouse (disparu) • FC Mulhouse Basket (Nationale 2; devenu le Mulhouse Pfastatt Basket Association)
- Football : FC Dornach Mulhouse (disparu) • AS Mulhouse (disparu) • Red Star Mulhouse (disparu)
- Handball : Mulhouse Handball Sud Alsace (absorbé en partie par le FC Mulhouse Handball et l'ASPTT Mulhouse/Rixheim Handball)

## Infrastructures

### Plaine sportive de l’Illberg

#### Centre Sportif Régional Alsace (CSRA)
Ce centre sportif labellisé « grand INSEP » représente 13 000 m2 d'équipement dont 8 salles de sport :
- 1 plateau omnisports incluant 3 terrains avec tribunes (espace modulable) - pour les sports collectifs et l'événementiel
- 1 dojo avec 4 tatamis et des tribunes,
- 1 salle de gymnastique,
- 1 salle d’escrime (8 pistes) et de tir à l’arc,
- 1 salle de lutte/boxe avec ring,
- 1 salle de musculation,
- 1 terrain de mini-foot extérieur.

#### Palais des sports «Gilbert Buttazzoni»
Situé au 16 boulevard Stoessel, le Palais des sports de Mulhouse a été inauguré en 1958 et rénové et agrandi en 2000. Il a la particularité d'avoir un toit en voûte ressemblant à celui du bâtiment du Centre des nouvelles industries et technologies à Puteaux. Il comprend une grande salle avec une tribune pouvant accueillir 3 700 personnes et une salle annexe avec une tribune de 250 personnes. Avant tout dédié aux sports en salle (essentiellement collectifs), il accueille, entre autres, l'équipe de volleyball féminine de l'ASPTT Mulhouse qui est une des meilleures équipes françaises actuellement, le Mulhouse Basket Agglomération et le Red Star Mulhouse Badminton. C'est un équipement intercommunal depuis le début 2010; il est donc géré par Mulhouse Alsace Agglomération. Le palais des sports, depuis son origine, sert aussi à d'autres activités : concerts, meetings, réunions publiques diverses, etc. En 2019, on lui rajoute le nom d'un ancien adjoint aux sports et dirigeant sportif : Gilbert Buttazzoni

#### Patinoire de l'Illberg
C'est une patinoire olympique de 60 m par 30 m qui dispose de 1 200 places assises.

#### Piscine de l'Illberg
La piscine dispose d'un bassin olympique de 50 m, d’un bassin d’apprentissage et d’un jacuzzi pour la détente.

#### Stade de l'Ill
Ouvert en 1979, le stade de l'Ill est pourvu du stade du club de football du FC Mulhouse, de trois terrains de football pour l’entrainement dont un synthétique ainsi que d'une piste d'athlétisme (dix couloirs en ligne droite et huit en virage) pour les clubs d'athlétisme et de triathlon de la ville et des aires de sauts et de lancers. Aujourd'hui, depuis que la deuxième tribune (Johansen) est fermée au public, le stade a une capacité de 7 871 places avec la tribune restante (dite d'honneur) et les gradins en places debout.

### Bourtzwiller

#### Maison des Corpos de Bourtzwiller
Dojo du Comité Central Corporatif (C.C.C.), 6a rue de la Tuilerie.

#### Stade de Bourtzwiller
Il a été mis en service le 4 septembre 1921 et était le stade du FCM de 1921 à 1979, il dispose d'un sol en Gazon naturel et sa surface d'évolution est de 65 000 m2. Tandis que sa longueur d'aire d’évolution est de 100 m et sa largeur d'aire d’évolution de 65 m.

#### Piscine de Bourtzwiller
Elle est destinée à la pratique du sport familial et est labelisée Famille Plus. Elle est composée d'un bassin rectangulaire de 25 m sur 10 m ainsi que d'un bassin d'apprentissage de 10 m sur 10 m et d'autres aménagements.

### DMC

#### Climbing Mulhouse Center (CMC)
Salle d'escalade indoor inaugurée en 2020. Avec 25 mètres de haut, c'est la plus grande salle de ce type en France. Elle possède 2 000 m2 de surface de grimpe dont près de 400 m2 de blocs, adaptée à tous les niveaux de grimpe et à tous les âges « dès 3 ans ». Le « CMC » est situé dans l'emprise de la friche DMC (Dollfus-Mieg et Compagnie) qui est l'objet de nombreux projets de reconversion.

### Autres
- Box Briand (2019), ancien locaux industriels (Safi-Lofink), dans le quartier Cité-Briand: accueille l'Elan Sportif Boxing Club qui à l'origine résidait au gymnase Euronef[14],[15],[16],[17].
- Maison des sports d'opposition (Milhusina)

## Principaux clubs mulhousiens
| Sport            | Nom de l'équipe phare               | Niveau                                      | Lieu | Divers |
| ---------------- | ----------------------------------- | ------------------------------------------- | --- | --- |
| Football         | FC Mulhouse                         | Régional                                    | Stade de l'Ill Inauguré en 1979, 6 000 places assises et 11 000 places debout (aux nouvelles normes plus que 6 000 places debout). | Le Football Club de Mulhouse fondé en 1893 est un des plus vieux club de France. Il a une riche histoire et a joué plusieurs fois en Division 1. Sa dernière présence au plus haut niveau du football français remonte à 1990. Depuis, le club a sombré dans la hiérarchie du football puisqu'il évolue actuellement en Régional 1 (6emè division national). |
| Handball         | Mulhouse Handball Sud Alsace (MHSA) | Division 2                                  | Palais des Sports de Mulhouse | Les joueurs sont surnommés les Moustiques. Créé en 2007 avec comme projet d'aboutir rapidement à un club d'élite dans la région mulhousienne, le club a déposé le bilan en 2016 alors qu'il évoluait en 2e division. |
| Hockey sur glace | Scorpions de Mulhouse               | Ligue magnus                                | Patinoire de Mulhouse | Les joueurs sont surnommés les Scorpions. L'équipe a été championne de France de Ligue Magnus en 2005. |
| Judo             | ACSPC Mulhouse                      | 1re division                                | Dojo de Bourtzwiller | Champion de France par équipe 2001 et 2014 - Vice-Champion d'Europe par équipe 2001 |
| Natation         | Mulhouse Olympic Natation (MON)     |                                             | Piscine olympique de l'Illberg | L'effectif comprenait notamment ces dernières années Amaury Leveaux, Laure Manaudou et Roxana Maracineanu. |
| Squash           | Mulhouse squash club                | 1re division                                | Espace Squash 3000 | Champion d'Europe par équipes en 2017 - Championne d'Europe par équipes en 2014 Champions de France Interclubs (2013, 2014, 2015, 2016, 2017) - Championnes de France Interclubs (2010, 2011, 2012, 2013, 2014, 2016, 2017) |
| Tennis de table  | Mulhouse tennis de table (MTT)      | Pro B                                       | Gymnase Brustlein | Le club est omniprésent au niveau régional et est l'un des rares clubs alsaciens de niveau professionnel de par la présence de l'équipe 1 féminine en Pro B. |
| Volley-ball      | ASPTT Mulhouse                      | Ligue A Féminine                            | Palais des Sports de Mulhouse | Qualifié pour la Ligue des Champions 2009-2010. |
| Échecs           | Mulhouse Philidor                   | Top 12 clubs, Top 12 féminin, Top 12 jeunes | Local situé au 3, rue de Thann | Présence dans le Top 12, sans interruption, respectivement depuis 1997, 2003 (date de création du championnat) et 1988 |
| Water-Polo       | Mulhouse Water-Polo                 | Elite féminine National 1 masculine         | Piscine de l'Illberg | Equipe féminine 3ème de France en 2022. Qualifié pour la Champions League 2022-2023. Effectif composé de 8 internationales Française Equipe masculine vice-championne de France 2022 de deuxième division. |